# Chlamydatus becki
Chlamydatus becki är en insektsart som beskrevs av Knight 1968. Chlamydatus becki ingår i släktet Chlamydatus och familjen ängsskinnbaggar. Inga underarter finns listade i Catalogue of Life.